# San Vicente de Cañete (distrito)
O San Vicente de Cañete é um dos dezesseis distritos que formam a Província de Cañete, situada em Departamento de Lima

## Transporte
O distrito de San Vicente de Cañete é servido pela seguinte rodovia:
- PE-1S, que liga o distrito de Lima (Província de Lima à cidade de Tacna (Região de Tacna - Posto La Concordia (Fronteira Chile-Peru) - e a rodovia chilena Ruta CH-5 (Rodovia Pan-Americana
- LM-127, que liga o distrito à cidade de Quilmaná [1][2][3]